# Амрели (округ)
Амре́ли (гудж. અમરેલી જિલ્લો; англ. Amreli) — округ в индийском штате Гуджарат, на юге полуострова Катхиявар. Административный центр — город Амрели. Площадь округа — 6760 км². По данным всеиндийской переписи 2001 года население округа составляло 1 393 918 человек. Уровень грамотности взрослого населения составлял 66,09 %, что выше среднеиндийского уровня (59,5 %). Доля городского населения составляла 22,45 %.